# 美国社会主义运动史
美国社会主义运动史涵盖多种思潮，包括无政府主义者、共产主义者、民主社会主义者、社会民主主义者、马克思主义者、马克思列宁主义者、托洛茨基主义者和空想社会主义者。该运动起始于19世纪初期的一些空想社会主义社区，例如震教徒、理想主义活动家约书亚·沃伦，以及受夏尔·傅立叶启发而建立的意识社区。1860年代，来自欧洲的激进工人活动家（尤其是德国、犹太和斯堪的纳维亚背景的移民）移民美国，促成国际工人协会（1864年）和社会主义劳工党（1877年）的创建。
1870年代，不同派系的社会主义者参与美国早期的工人组织和斗争。其中的高潮是1886年芝加哥干草市场惨案，这一事件不仅催生国际劳动节作为全球劳动者的主要节日，也推动八小时工作制成为全球社会主义政党和工会组织的共同目标。
1901年，多股社会主义力量联合建立美国社会党。1905年，无政府主义者建立世界产业工人联盟。在美国社会党总统候选人尤金·德布斯的带领下，社会主义者广泛反对第一次世界大战，引发政府镇压，史称“第一次红色恐慌”。虽然该党在1920年代日渐衰落，但仍多次推举诺曼·托马斯作为总统候选人。1930年代，美国共产党在劳工和种族斗争中发挥重要作用，同时也发生分裂，部分成员另组托洛茨基主义政党社会主义工人党。1950年代，麦卡锡主义使社会主义遭到压制。1960年代，随着新左翼以及其他社会运动与抗争的兴起，社会主义思想复兴。迈克尔·哈灵顿等社会主义者曾被邀请参与肯尼迪政府和约翰逊政府的“贫困战争”和“伟大社会”政策，同时社会主义者也在民权运动中扮演关键角色。
1990年代，对社会主义的兴趣开始缓慢回升，特别是在Y世代中尤为明显。与无政府主义相关的反全球化运动在多个场合对世界贸易组织发起抗议。2011年，“占领华尔街”运动进一步推动社会主义组织的壮大。2015年，伯尼·桑德斯的总统竞选引发社会主义组织活动的爆发，其组织规模回到20世纪初的水平。
与西欧、澳大利亚和新西兰不同，美国从未形成一个有影响力的主要社会主义政党，相较之下，美国的社会主义运动一直较为薄弱。在美国，社会主义往往带有污名化的色彩，因为它通常被与极权社会主义、苏联和其他马克思列宁主义政权联系在一起。《经济学人》专栏作家指出，保守派和自由意志主义右翼人士常常将“社会主义”一词用作贬义词，却没有明确定义，意在抹黑自由派和进步派的政策、主张和公众人物。“社会化”一词也常被误用，错误地指代任何国家或政府经营的产业或服务（更准确的术语应为“市政化”或“国有化”）。这个词有时还被用来泛指所有依靠税收资助的项目，无论是由政府还是私人运营的。反对经济干预主义、联邦存款保险公司、联邦医疗保险、“新政”、社会保障和全民单一支付医保等政策时，人们也常常用“社会主义”这个词作为反对理由。
密尔沃基曾有数位社会主义市长，如埃米尔·赛德尔、丹尼尔·霍安和弗兰克·泽德勒；而美国社会党总统候选人尤金·德布斯在1920年美国总统选举中获得近100万张选票。自称民主社会主义者的伯尼·桑德斯在2016年民主党总统初选中获得1300万张选票，尤其受到年轻一代和工人阶级的广泛支持。2022年9月，一项民调显示，36%的美国成年人对社会主义持正面看法，另有57%对资本主义持正面看法。